# Jeanne Crain
Jeanne Elizabeth Crain (Barstow, 25 maggio 1925 – Santa Barbara, 14 dicembre 2003) è stata un'attrice statunitense.

## Biografia
Figlia dell'insegnante George A. Crain, di lontane origini francesi, e dell'irlandese Loretta Carr, Jeanne Crain vinse alcuni concorsi di bellezza e lavorò come modella, prima di essere scoperta nel 1942 da un talent scout della Twentieth Century Fox alla premiazione di Miss Pan-Pacific a Los Angeles.

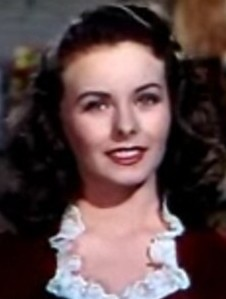
Jeanne Crain, ventenne, in Festa d'amore (1945)

Firmato un contratto per la Fox, la diciottenne Crain debuttò nel cinema, interpretando alcune commedie, come Due donne e un purosangue (1944), Festa d'amore (1945) e Margie (1946), diventando l'archetipo della "ragazza della porta accanto" dal viso dolce e pulito, fidanzata ideale degli adolescenti americani dell'epoca.
Dopo alcuni anni l'attrice riuscì a staccarsi dal personaggio dell'ingenua, iniziando a proporsi in ruoli più sofisticati, come nel sentimentale Amore sotto i tetti (1948), nel dramma teatrale Il ventaglio (1949), di Otto Preminger e nella commedia Lettera a tre mogli (1949) di Joseph L. Mankiewicz. Di questo periodo è anche l'interpretazione in Pinky, la negra bianca (1949), diretto da Elia Kazan, un mélo a sfondo razziale, in cui la Crain impersonò una ragazza di colore che si fa passare per bianca, ruolo che la valse una candidatura all'Oscar alla miglior attrice.
Nella prima metà degli anni cinquanta interpretò sia commedie brillanti come Dodici lo chiamano papà (1950) con Clifton Webb, La gente mormora (1951), ancora per la regia di Mankiewicz, accanto a Cary Grant, e Mariti su misura (1951) di George Cukor, sia drammi polizieschi come Traversata pericolosa (1953) e Hanno ucciso Vicki (1953), remake del noir Situazione pericolosa (1941).
Lasciata la Fox nel 1953, l'attrice affrontò ruoli impegnativi e drammatici, comparendo in due western, L'uomo senza paura (1955), di King Vidor, accanto a Kirk Douglas, e La pistola sepolta (1956) con Glenn Ford. Sempre nel 1955 fu partner di Jane Russell nella commedia brillante Gli uomini sposano le brune, sequel di Anita Loos del più celebre Gli uomini preferiscono le bionde. Nel 1957 recitò accanto a Frank Sinatra nel dramma Il jolly è impazzito.
Verso la fine degli anni cinquanta, l'attrice iniziò a lavorare per il piccolo schermo e a diradare le sue apparizioni cinematografiche. Riscosse un buon successo nell'edizione televisiva di Incontriamoci a Saint Louis, prodotta nel 1959 per la CBS, in cui interpretò il ruolo di Rose Smith. Negli anni successivi apparve ancora sul grande schermo in alcuni film storici, come Nefertiti, regina del Nilo (1961), di Fernando Cerchio, Ponzio Pilato (1962), e Col ferro e col fuoco (1963), sempre per la regia di Cerchio, concludendo la carriera ne Il pirata dell'aria (1971) di John Guillermin, accanto a Charlton Heston.
Fu sposata dal 1946 con il produttore della RKO Paul Brinkman, che morì nell'ottobre 2003: lei si spense due mesi più tardi, il 14 dicembre 2003, a causa di un attacco cardiaco.

## Vita privata
Dal suo matrimonio nacquero sette figli. La coppia non divorziò mai, ma visse separata per un lungo periodo.

## Filmografia

### Cinema
- Banana Split (The Gang's All Here), regia di Busby Berkeley (1943) (non accreditata)
- Due donne e un purosangue (Home in Indiana), regia di Henry Hathaway (1944)
- Nel frattempo, cara (In the Meantime, Darling), regia di Otto Preminger (1944)
- Vittoria alata (Winged Victory), regia di George Cukor (1944)
- Festa d'amore (State Fair), regia di Walter Lang (1945)
- Femmina folle (Leave Her to Heaven), regia di John M. Stahl (1945)
- Bellezze rivali (Centennial Summer), regia di Otto Preminger (1946)
- Margie, regia di Henry King (1946)
- You Were Meant for Me, regia di Lloyd Bacon (1948)
- Amore sotto i tetti (Apartment for Peggy), regia di George Seaton (1948)
- Lettera a tre mogli (A Letter to Three Wives), regia di Joseph L. Mankiewicz (1949)
- Il ventaglio (The Fan), regia di Otto Preminger (1949)
- Pinky, la negra bianca (Pinky), regia di Elia Kazan (1949)
- Dodici lo chiamano papà (Cheaper by the Dozen), regia di Walter Lang (1950)
- Take Care of My Little Girl, regia di Jean Negulesco (1951)
- La gente mormora (People Will Talk), regia di Joseph L. Mankiewicz (1951)
- Mariti su misura (The Model and the Marriage Broker), regia di George Cukor (1951)
- Ragazze alla finestra (Bells on Their Toes), regia di Henry Levin (1952)
- La giostra umana (Full House), regia di Henry Hathaway e Howard Hawks (1952)
- Traversata pericolosa (Dangerous Crossing), regia di Joseph M. Newman (1953)
- Hanno ucciso Vicki (Vicki), regia di Harry Horner (1953)
- La città dei fuorilegge (City of Bad Men), regia di Harmon Jones (1953)
- Duello nella giungla (Duel in the Jungle), regia di George Marshall (1954)
- L'uomo senza paura (Man Without a Star), regia di King Vidor (1955)
- Gli uomini sposano le brune (Gentlemen Marry Brunettes), regia di Richard Sale (1955)
- Lo sciopero delle mogli (The Second Greatest Sex), regia di George Marshall (1955)
- La pistola sepolta (The Fastest Gun Alive), regia di Russell Rouse (1956)
- Il vestito strappato (The Tattered Dress), regia di Jack Arnold (1957)
- Il jolly è impazzito (The Joker Is Wild), regia di Charles Vidor (1957)
- Tuoni sul Timberland (Guns of the Timberland), regia di Robert D. Webb (1960)
- Twenty Plus Two, regia di Joseph M. Newman (1961)
- Nefertite, regina del Nilo, regia di Fernando Cerchio (1961)
- Ponzio Pilato, regia di Irving Rapper e Gian Paolo Callegari (1961)
- Inferno a Madison Avenue (Madison Avenue), regia di H. Bruce Humberstone (1962)
- Col ferro e col fuoco, regia di Fernando Cerchio (1963)
- Cinquantadue miglia di terrore (Hot Rods to Hell), regia di John Brahm (1967)
- Quella notte in casa Coogan (The Night God Screamed), regia di Lee Madden (1971)
- Il pirata dell'aria (Skyjacked), regia di John Guillermin (1972)

### Televisione
- Star Stage – serie TV, 1 episodio (1955)
- The Ford Television Theatre – serie TV, 1 episodio (1956)
- Playhouse 90 – serie TV, 1 episodio (1958)
- Schlitz Playhouse of Stars – serie TV, 1 episodio (1958)
- Goodyear Theatre – serie TV, episodio 2x16 (1959)
- Avventure lungo il fiume (Riverboat) – serie TV, 1 episodio (1959)
- General Electric Theater – serie TV, 3 episodi (1960-1962)
- The United States Steel Hour – serie TV, 2 episodi (1960-1962)
- The Christophers – serie TV, 1 episodio (1963)
- Insight – serie TV, 1 episodio (1963)
- The Dick Powell Show – serie TV, episodio 2x30 (1963)
- La legge di Burke (Burke's Law) – serie TV, 3 episodi (1964-1965)
- The Danny Thomas Hour – serie TV, episodio 1x21 (1968)
- Reporter alla ribalta (The Name of the Game) – serie TV, 1 episodio (1968)
- Difesa a oltranza (Owen Marshall: Counselor at Law) – serie TV, 1 episodio (1972)

## Riconoscimenti
- Premio Oscar
  - 1950 – Candidatura alla miglior attrice per Pinky, la negra bianca

## Doppiatrici italiane
- Dhia Cristiani in: La gente mormora, Mariti su misura, La giostra umana, Traversata pericolosa, Hanno ucciso Vicki, La città dei fuorilegge, Duello nella giungla, Lo sciopero delle mogli, La pistola sepolta
- Rosetta Calavetta in: Amore sotto i tetti, Il ventaglio, Pinky, la negra bianca, Dodici lo chiamano papà, Ragazze alla finestra, L'uomo senza paura, Gli uomini sposano le brune, Il vestito strappato
- Fiorella Betti in: Nefertite, regina del Nilo, Ponzio Pilato, Inferno a Madison Avenue, Col ferro e col fuoco, Quella notte in casa Coogan
- Renata Marini in: Bellezze rivali, Lettera a tre mogli
- Maria Pia Di Meo in: Due donne e un purosangue
- Lydia Simoneschi in: Il jolly è impazzito
- Cinzia De Carolis in: Dodici lo chiamano papà (ridoppiaggio)